# Estádio Beira-Rio
Estádio José Pinheiro Borda, conhecido como Beira-Rio ou Gigante da Beira-Rio, é um estádio de futebol brasileiro localizado às margens do lago Guaíba, na cidade de Porto Alegre. Pertencente ao Sport Club Internacional, é o 10.º maior estádio do Brasil e tem capacidade para 50 982 torcedores.
O Beira-Rio foi inaugurado oficialmente em 6 de abril de 1969, numa partida amistosa entre a equipe do Internacional e o Benfica, de Portugal, para um público de mais de 100 mil pessoas. O jogo acabou em 2 a 1 para o time brasileiro, uma vitória histórica contra uma das melhores equipes da época, e que contava, entre outros craques, com Eusébio.
Desde então, o Beira-Rio foi palco de grandes momentos do futebol brasileiro e mundial, como finais do Campeonato Brasileiro, da Copa Libertadores da América, da Copa Sul-Americana, da Copa do Brasil e cinco jogos da Copa do Mundo FIFA de 2014, além de competições internacionais e partidas da Seleção Brasileira.
O Beira-Rio passou por um grande processo de modernização visando à Copa do Mundo de 2014. As obras do projeto denominado Gigante para Sempre começaram em março de 2012 e duraram cerca de dois anos. Neste período, o estádio foi adaptado às exigências e padrões internacionais do futebol estipulados pela FIFA, tornando-se mais confortável e seguro.
Foi batizado em homenagem ao cidadão português e torcedor colorado que presidiu a comissão de obras,  comandou a construção e morreu pouco antes de sua conclusão.

## História

### Construção
Sucessor do Estádio dos Eucaliptos, o Beira-Rio foi construído com a colaboração da torcida do Internacional. Sua conclusão foi possível graças à "Campanha do Tijolo", lançada com o objetivo de arrecadar recursos para as obras através de venda de carnês. No entanto, a torcida colorada não entendeu o nome da campanha e começou a trazer tijolos e outros materiais de construção para doar para o Beira-Rio. Além disso, muitos trabalhavam de graça para o Inter nas suas horas de folga. Foi constatado que até Falcão, mais tarde ídolo do clube, chegou a levar tijolos para as obras.
A primeira estaca da construção do Beira-Rio foi cravada em 1959. O estádio levou dez anos para ficar pronto. Foram utilizados 130 mil sacos de cimento e 1,2 mil toneladas de ferro na construção. Originalmente, o projeto incluía marquises em toda a extensão, no entanto, só foi construída no lado das sociais. À época, afirmou-se que essa decisão foi tomada pois planejava-se construir mais um plano de arquibancadas, aumentando em trinta mil lugares a capacidade.

### Detalhes
O Beira-Rio contava com dois lances de arquibancadas mais um setor popular, conhecido como "coreia", um fosso sem assentos abaixo da arquibancada inferior, no nível do campo, obrigando os espectadores a ficar em pé. Além disso, possuía 33 camarotes. Tinha 37 banheiros revestidos com azulejos brancos e piso de cerâmica, mais de vinte bares, num total de 550 metros de balcão, além do bar da imprensa e o do bolão, 28 cabines de imprensa, vinte delas para as rádios, quatro para as televisões e quatro para a imprensa escrita.
A capacidade de acordo com a CBD, que calculava a capacidade de um estádio para uma pessoa e meia por metro linear, o Beira-Rio apresentava os seguintes dados: populares, 10 mil pessoas; arquibancadas, 40 mil; arquibancadas inferiores, 25 mil; cadeiras, 5.303; tribuna de honra, 89; cadeiras numeradas, seis mil; sociais, 23 mil; totalizando 109.392 pessoas.
Formado por 26 setores, unidos por cinco vãos, os pavimentos são sustentados por 468 pilares e o segundo, que é a arquibancada inferior, está a uma altura de 5,50 metros. Enquanto o terceiro, a arquibancada superior, está a 10,40 metros. A estrutura se apoia em 804 estacas, num total de sete mil metros, seis pilares de concreto, três de cada lado, sustentavam as 60 lâmpadas de mercúrio halógeno, rendendo uma capacidade de 400 lux.
O placar eletrônico, primeiro em estádio de futebol do Brasil, custou Cr$ 200.000 e media 10,63 metros de comprimento e 5 metros de altura. Ficava na parte sul da estrutura.

### Inauguração

Claudiomiro foi o autor do primeiro gol no Beira-Rio

O primeiro jogo sediado no Beira-Rio ocorreu no dia 6 de abril de 1969 em um amistoso entre o Internacional e o Benfica, de Portugal, que contava com jogadores famosos como Eusébio e José Augusto Torres. O primeiro gol foi marcado por Claudiomiro. Eusébio empatou a partida, e o time da casa concluiu com um gol de Gilson Porto. A partida terminou em 2 a 1 para o Internacional.
Demais jogos
Os demais jogos de Festival de Inauguração foram:
- 7 de abril de 1969 - Brasil 2-1 Peru
- 8 de abril de 1969 - Internacional 0-2 Hungria
- 8 de abril de 1969 - Grêmio 2-1 Benfica
- 13 de abril de 1969 - Internacional 4-0 Peñarol
- 13 de abril de 1969 - Grêmio 1-0 Hungria
- 20 de abril de 1969 - Internacional 0-0 Grêmio

### Reforma para a Copa do Mundo de 2014
No domingo, 24 de dezembro de 2010, parte da arquibancada inferior começou a ser desmontada, reduzindo assim a capacidade de público do estádio na temporada 2011. Depois disso, o clube decidiu mudar a forma de financiamento da obra que seria feita com recursos públicos, com uma parceria com uma construtora, pois o dinheiro em caixa não era suficiente. No dia 19 de março de 2012, foi assinado o contrato de parceria com o Grupo Andrade Gutierrez. A obra é totalmente executada com recursos públicos, com exceção de uma parte de calçamento e drenagem em área pública, pertencente à Prefeitura de Porto Alegre, com custo estimado em cerca de R$ 7 milhões. A capacidade oficial do Gigante da Beira-Rio passou a ser de 50 842 torcedores. Com o novo Beira-Rio, o Internacional tornou-se o único clube do futebol brasileiro a sediar duas Copas do Mundo.

## Reestruturação completa

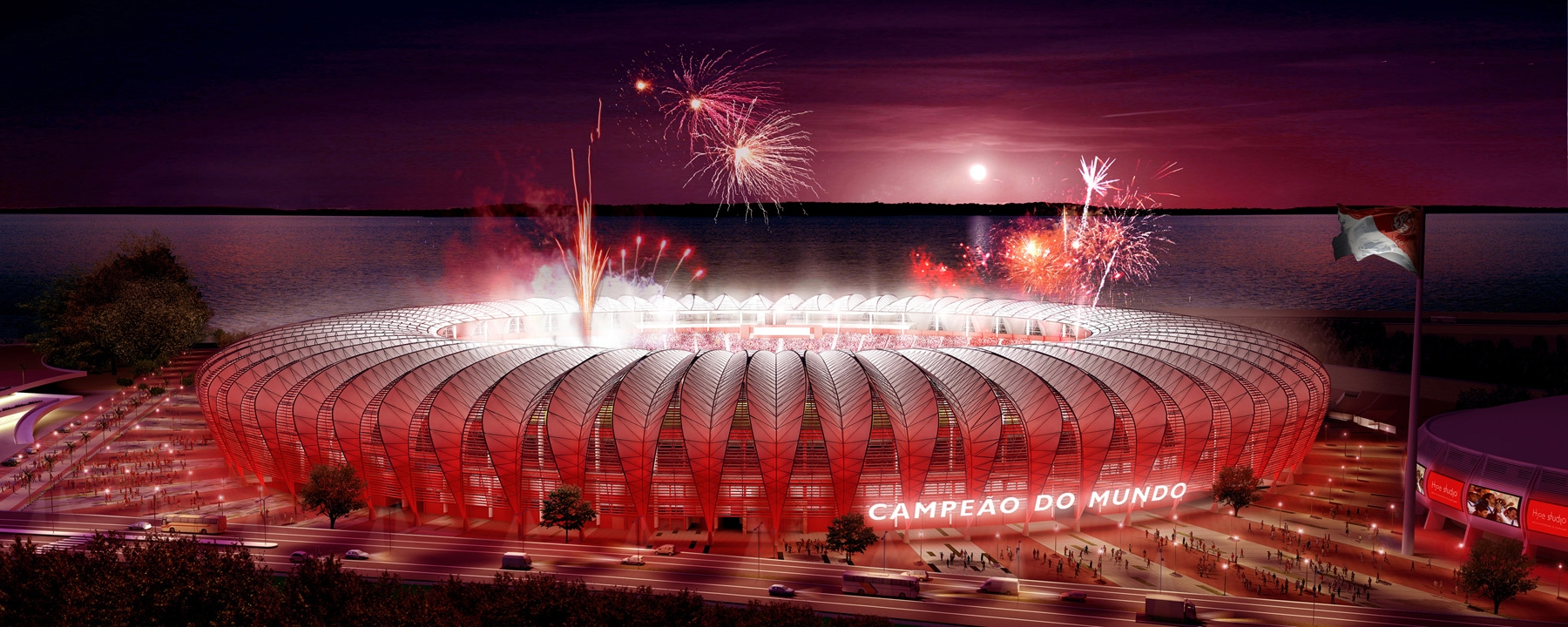
Projeto do Beira-Rio, construído para a Copa do Mundo de 2014.

Em 2004, o espaço da coreia foi desativado por questões de segurança. Era o primeiro passo das mudanças que viriam a acontecer no estádio. A reforma do Beira-Rio começou com um projeto para construir uma cobertura no estádio, ainda em 2006. A partir de 2007, passa a tomar forma o projeto da Hype Studio com uma reformulação total do estádio. A ideia escolhida foi a de uma estrutura metálica modular coberta por uma membrana, com a derrubada da arquibancada inferior e o fechamento do anel de suítes e camarotes. A nova arquibancada abrigaria cadeiras e se estenderia até o gramado, ocupando o espaço da antiga coreia. No projeto ainda estavam planejados um hotel e centro de treinamentos, que acabaram não saindo do papel. O projeto seria chamado de Gigante Para Sempre.
Ainda em 2007, o projeto é apresentado à FIFA que, em 30 de outubro, anunciaria o Brasil como sede da Copa do Mundo. Em 2009, Porto Alegre foi escolhida como uma das sedes e o Beira-Rio passou a ser preparado para receber as partidas.
A ideia inicial era reformar o Beira-Rio com recursos próprios. Para isso, seria utilizado o valor da venda do antigo Estádio Eucaliptos. No final de 2010, as obras iniciaram. Porém, com a troca de diretoria, a ideia de tocar a obra só com dinheiro do Inter foi abandonada. Em 16 de maio de 2011, o conselho do Inter aprovou a parceria com a construtora Andrade Gutierrez. O contrato, porém, só seria assinado em 19 de março de 2012.
A reconstrução começou. A arquibancada inferior foi demolida e os morros de terra do antigo aterro, sob os quais a inferior tinha sido construída, foram escavados, gerando mais espaço para o Inter aproveitar. Nesses lugares foram construídos áreas de circulação, salas de imprensa, lojas, vestiários. Mesmo com a obra em andamento, o estádio não foi interditado, continuando a receber jogos. Só em 2013 o Inter passou a mandar seus jogos em Caxias do Sul ou Novo Hamburgo. Foram içados 65 módulos metálicos para sustentar a cobertura. Para esta, foi utilizado o politetrafluoretileno (PTFE), uma membrana de fibra de vidro coberta de teflon que tem baixa necessidade de manutenção, resistência a fogo e se limpa apenas com água da chuva. O tempo estimado de serviço do material é de 25 anos. Para instalá-la foram trazidos alpinistas ucranianos. A montagem da cobertura levou cerca de um ano, sendo concluída em dezembro de 2013.

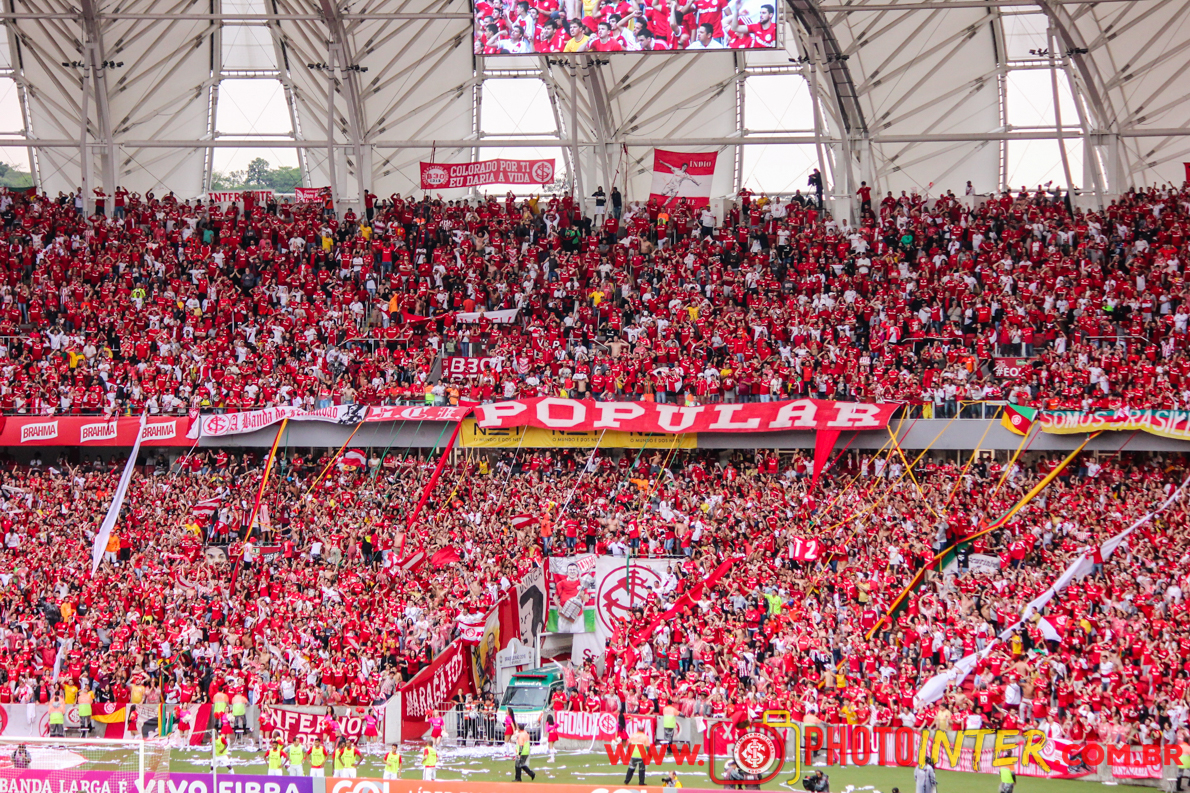
Torcida do Internacional no Beira-Rio.

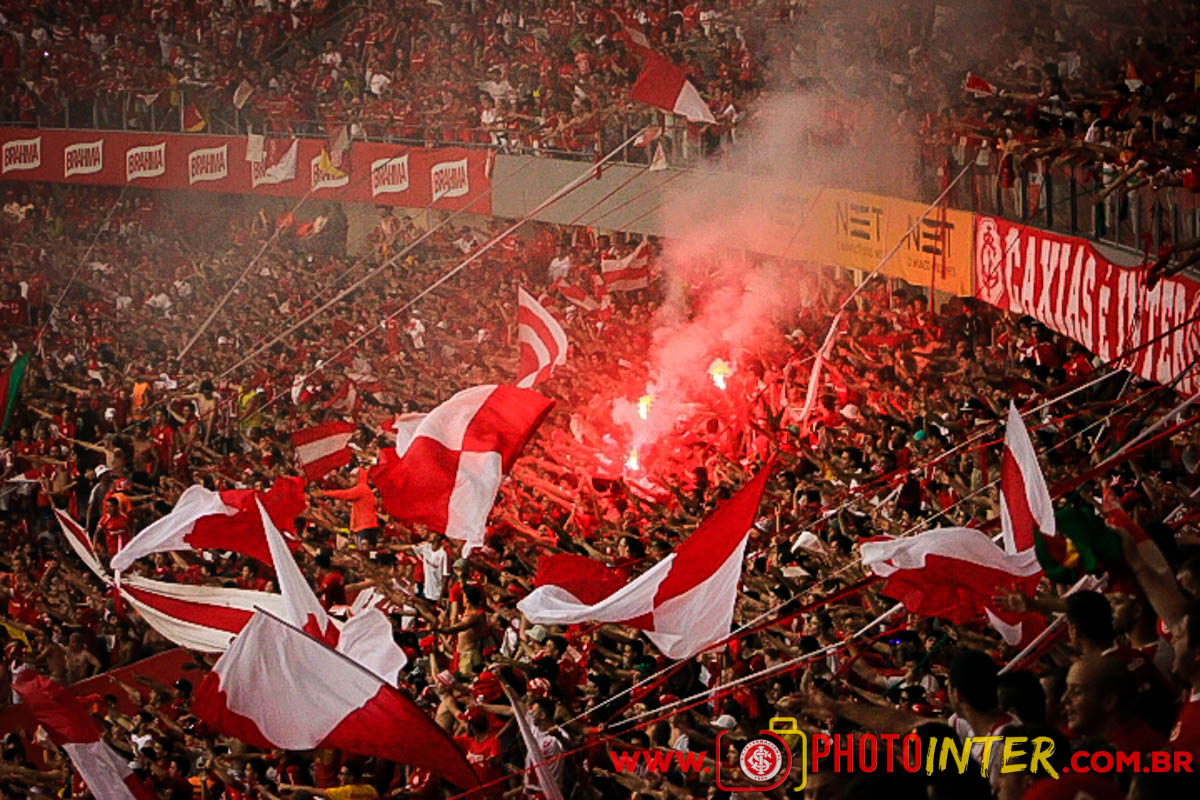
Guarda Popular do Internacional

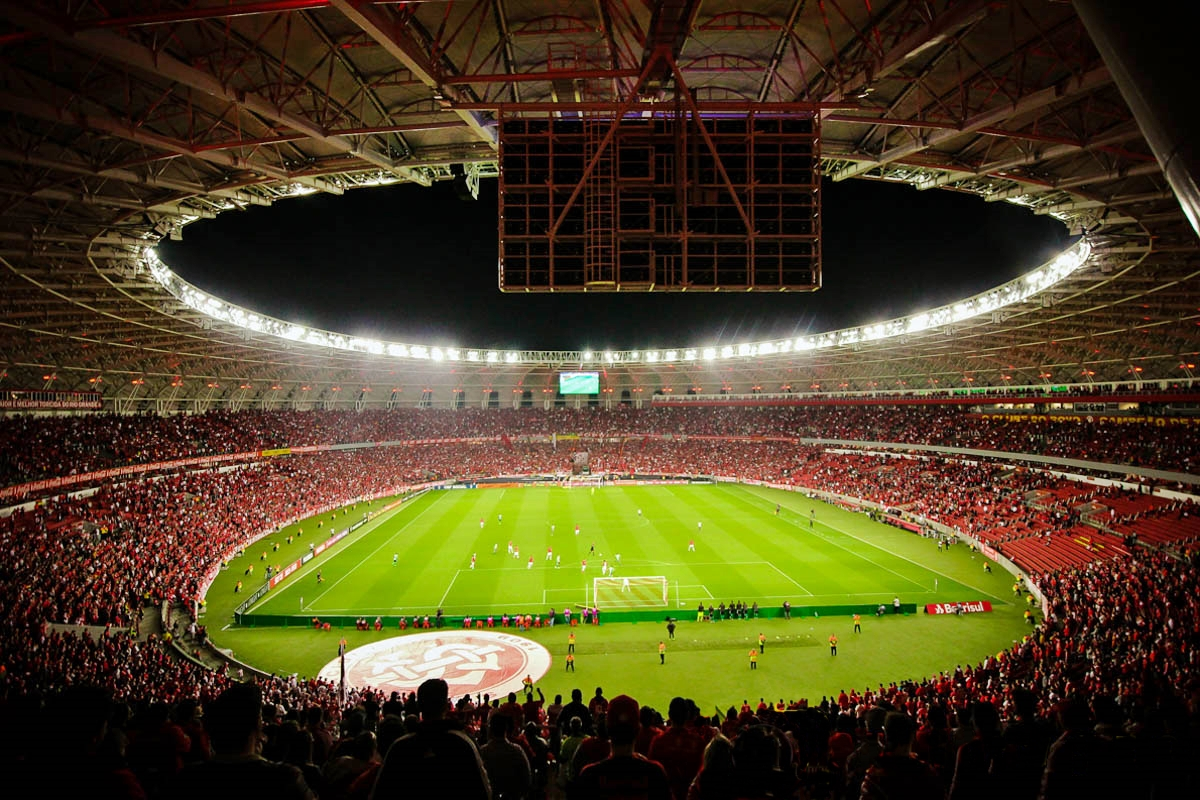
Vista interna do Beira-Rio em 2016.

Foram cerca de 15 meses de obras até o estádio ser concluído. Junto ao Beira-Rio foi construído um edifício-garagem com 3 mil vagas em dois andares cobertos e um descoberto. O custo de R$ 330 milhões foi quase totalmente bancado pela Brio, holding que administra o estádio, com financiamento do BNDES. O Inter injetou na obra R$ 34 milhões obtidos na venda do Estádio dos Eucaliptos e cedeu à parceira o direito de exploração por 20 anos de serviços como camarotes, cadeiras vips e áreas comerciais.
No dia 15 de fevereiro de 2014, houve um evento-teste do novo Beira-Rio. O Inter enfrentou o Caxias e venceu por 4 a 0, gols de Fabrício e Rafael Moura. 10 mil colorados assistiram ao jogo.
Dos 50 842 lugares do estádio, 7,5 mil são administrados pela Brio, sociedade da Andrade Gutierrez com o banco BTG Pactual responsável pela gestão do Beira-rio. São 5 mil cadeiras nas arquibancadas e 2,5 lugares nos 125 camarotes, além de 65 bares internos e 40 lojas externas. A Brio controla também a comercialização de patrocínios e publicidade, os shows e eventos, as 3 mil vagas do edifício-garagem e o espaço Sunset, voltado para shows.
O novo Beira-Rio em números
- Área do terreno: 150 mil m²
- Área construída: 84,5 mil m²
- Área de terreno ocupada: 30 mil m²
- Altura da cobertura: 38m
- 44 lojas na área externa do estádio
- 66 bares/lanchonetes
- 70 suítes e 60 reservados
- 55 camarotes superiores
- 10 cabines de imprensa para rádio, 4 para TV e 60 posições para imprensa escrita

### Festa de reinauguração
No dia 5 de abril de 2014, véspera do aniversário de 45 anos do estádio, o Internacional realizou uma festa de reinauguração que recapitulou as grandes conquistas do clube através de homenagens aos ídolos e vídeos que rememoraram os títulos e os grandes feitos do Inter desde a abertura do Beira-Rio, em 1969. Diante de 45 mil colorados presentes no estádio, o espetáculo criado e dirigido por Edson Erdmann foi conduzido por Andrés D'Alessandro, Fernandão e Elías Figueroa, jogadores fortemente identificados com a torcida colorada.
Durante a apresentação, a história do estádio foi retratada por meio de representações teatrais, projeção de luzes - que representavam o Lago Guaíba - e dançarinos que encenaram as obras de aterramento para a construção do Beira-Rio. Dentre os outros momentos da festa, destacou-se a entrada de Paulo Roberto Falcão que, fardado com a sua tradicional camisa 5, tabelou com Escurinho, reproduzido no telão, em alusão a um dos gols mais históricos do estádio, durante a semifinal do Campeonato Brasileiro de 1976, quando o Internacional derrotou o Atlético Mineiro por 2 a 1 após gol de Falcão no último minuto de partida.
Os momentos de "vacas magras", durante os anos 1980 e anos 1990, também foram mostrados em "Os Protagonistas". Ao ser representado pelo antigo placar do estádio, que registrava derrota colorada por 1 a 0 contra os visitantes, o período de sucessivas perdas de títulos e derrotas inesperadas foi encenado pelos irmãos Poppe - fundadores do clube - que pactuaram uma espécie de refundação, que colocaria o Inter em uma nova era. Apesar da escassez de títulos, a festa relembrou a vitória do Troféu Joan Gamper de 1982, quando o Internacional eliminou o Barcelona de Diego Maradona nas semifinais. Além disso, personalidades relevantes, como Rubén Paz, Nílson (peça-chave para a vitória no Grenal do Século), Célio Silva (autor do gol do título da Copa do Brasil de 1992) e Fabiano (jogador que comandou a vitória colorada por 5 a 2 contra o Grêmio em 1997) foram relembradas durante o espetáculo.
Um dos grandes momentos da festa foi a lembrança do título do Mundial de 2006, quando o Inter derrotou o Barcelona por 1 a 0. Os grandes protagonistas da vitória, como o goleiro Clemer, o zagueiro Índio e o capitão Fernandão, relembraram os momentos que antecederam o confronto mais importante da história colorada. Aos gritos de "Gabiru, Gabiru, Gabiru", a torcida enalteceu o autor do gol do Mundial que, carregado pelos seus companheiros de partida, revia os 13 segundos da jogada que construiu o gol do título do Internacional em Yokohama, no Japão.
No fim, o presidente Giovanni Luigi declarou oficialmente reinaugurado o estádio de Porto Alegre para a Copa do Mundo de 2014. No pátio do estádio, também foi enterrada uma cápsula do tempo com cartas que serão relidas em 2069, ano do centenário do Beira-Rio. Para finalizar o show, fogos de artifício iluminaram o céu de Porto Alegre ao som de cânticos colorados, como Minha Camisa Vermelha.
Jogo de reinauguração
Assim como no Festival de Inauguração do Beira-Rio, quando o Peñarol foi convidado a participar, o Internacional recebeu a equipe de Montevidéu em uma partida amistosa que marcou a volta oficial do time colorado ao Beira-Rio após 1 ano e 4 meses.
| 6 de abril de 2014 | Internacional              | 2 – 1   | Peñarol             | Beira-Rio, Porto Alegre                |
| 16:00              | D'Alessandro 4' 15' (pen.) | Notícia | Mauro Fernández 74' | Árbitro: RS Jean Pierre Gonçalves Lima |

#### Primeiro título
O primeiro título conquistado dentro do reformado Beira-Rio, foi de autoria do Internacional, ao derrotar seu rival Grêmio na final do campeonato Gaúcho de 2015, tendo ocorrido o primeiro jogo das finais na Arena do Grêmio no dia 26 de abril de 2015, tendo como placar 0–0, e o segundo jogo no Estádio Beira-Rio, no dia 3 de maio de 2015, tendo como resultado final 2–1 para a equipe mandante da casa. Dessa forma o Colorado conquistou o pentacampeonato estadual.

## Estatísticas

### Números por temporada
Última partida, Sport Club Internacional 2-1 Esporte Clube Bahia, válido pelo Campeonato Brasileiro de 2024. 
| Temporadas | Campeonato Gaúcho | Campeonato Gaúcho | Campeonato Gaúcho | Campeonato Gaúcho | Campeonato Gaúcho | Primeira Liga | Primeira Liga | Primeira Liga | Primeira Liga | Primeira Liga | Campeonato Brasileiro | Campeonato Brasileiro | Campeonato Brasileiro | Campeonato Brasileiro | Campeonato Brasileiro | Copa do Brasil | Copa do Brasil | Copa do Brasil | Copa do Brasil | Copa do Brasil | Conmebol | Conmebol | Conmebol | Conmebol | Conmebol | Total | Total | Total | Total | Aproveitamento |
| Temporadas | Div.              | J                 | V                 | E                 | D                 | Comp          | J             | V             | E             | D             | Div.                  | J                     | V                     | E                     | D                     | Comp           | J              | V              | E              | D              | Comp     | J        | V        | E        | D        | J     | V     | E     | D     | %              |
| ---------- | ----------------- | ----------------- | ----------------- | ----------------- | ----------------- | ------------- | ------------- | ------------- | ------------- | ------------- | --------------------- | --------------------- | --------------------- | --------------------- | --------------------- | -------------- | -------------- | -------------- | -------------- | -------------- | -------- | -------- | -------- | -------- | -------- | ----- | ----- | ----- | ----- | -------------- |
| 2014       | 1D                | –                 | –                 | –                 | –                 | –             | –             | –             | –             | –             | A                     | 17                    | 14                    | 0                     | 3                     | Copa           | 2              | 1              | 0              | 1              | CS       | 1        | 0        | 0        | 1        | 20    | 15    | 0     | 5     | 75,00          |
| 2015       | 1D                | 10                | 7                 | 3                 | 0                 | –             | –             | –             | –             | –             | A                     | 19                    | 14                    | 3                     | 2                     | Copa           | 2              | 1              | 1              | 0              | CL       | 6        | 6        | 0        | 0        | 37    | 28    | 7     | 2     | 81,98          |
| 2016       | 1D                | 10                | 7                 | 2                 | 1                 | Liga          | 2             | 1             | 1             | 0             | A                     | 3                     | 2                     | 1                     | –                     | Copa           | –              | –              | –              | –              | –        | –        | –        | –        | –        | 15    | 10    | 4     | 1     | 75,56          |
| Total      | 1D                | 20                | 14                | 5                 | 1                 | Liga          | 2             | 1             | 1             | 0             | A                     | 39                    | 30                    | 4                     | 5                     | Copa           | 4              | 2              | 1              | 1              | Conmebol | 7        | 6        | 0        | 1        | 72    | 53    | 11    | 8     | 78,71%         |

 Div. Divisão, Comp Competição J Jogos, V Vitórias, E Empates e D Derrotas

### Títulos do Internacional
Até 2012, quando o estádio foi fechado para sua reestruturação, o Internacional conquistou 31 títulos oficiais dentro do Beira-Rio, sendo 17 estaduais (além de 5 Taças de turnos ou returnos), 3 títulos do Campeonato Brasileiro, 2 conquistas da Copa Libertadores da América, 2 da Recopa Sul-Americana, 1 da Copa Sul-Americana e 1 da Copa do Brasil. Sendo assim, o estádio se configura como o único do Brasil a ser palco de todos os títulos possíveis que um clube brasileiro possa almejar (com exceção do Mundial de Clubes da FIFA). Outros clubes que levantaram troféu no estádio foram: Grêmio (Campeonato Gaúcho de 1980, após 0-0, e 2006, após 1-1), Bahia (Campeonato Brasileiro de 1988, após 0-0), Juventude (Campeonato Gaúcho de 1998, após 0-0) e Corinthians (Copa do Brasil de 2009, após 2-2).
Abaixo, segue a lista de partidas que decidiram os títulos ao Internacional.
| Data                   | Competição                    | Mandante      | Placar        | Visitante          | Observações                 |
| ---------------------- | ----------------------------- | ------------- | ------------- | ------------------ | --------------------------- |
| 17 de dezembro de 1969 | Campeonato Gaúcho de 1969     | Internacional | 0 – 0         | Grêmio             | 17º título gaúcho           |
| 1 de outubro de 1970   | Campeonato Gaúcho de 1970     | Internacional | 2 – 0         | Gaúcho             | 18º título gaúcho           |
| 3 de julho de 1972     | Campeonato Gaúcho de 1972     | Internacional | 2 – 0         | Esportivo          | 20º título gaúcho           |
| 29 de julho de 1973    | Campeonato Gaúcho de 1973     | Internacional | 1 – 0         | Gaúcho             | 21º título gaúcho           |
| 1 de dezembro de 1974  | Campeonato Gaúcho de 1974     | Internacional | 1 – 0         | Grêmio             | 22º título gaúcho           |
| 10 de agosto de 1975   | Campeonato Gaúcho de 1975     | Internacional | 1 – 0         | Grêmio             | 23º título gaúcho           |
| 14 de dezembro de 1975 | Campeonato Brasileiro de 1975 | Internacional | 1 – 0         | Cruzeiro           | 1º título brasileiro        |
| 22 de agosto de 1976   | Campeonato Gaúcho de 1976     | Internacional | 2 – 0         | Grêmio             | 24º título gaúcho           |
| 12 de dezembro de 1976 | Campeonato Brasileiro de 1976 | Internacional | 2 – 0         | Corinthians        | 2º título brasileiro        |
| 23 de dezembro de 1979 | Campeonato Brasileiro de 1979 | Internacional | 2 – 1         | Vasco da Gama      | 3º título brasileiro        |
| 23 de novembro de 1983 | Campeonato Gaúcho de 1983     | Internacional | 2 – 0         | São Borja          | 28º título gaúcho           |
| 9 de dezembro de 1984  | Campeonato Gaúcho de 1984     | Internacional | 0 – 1         | Brasil de Pelotas  | 29º título gaúcho           |
| 15 de dezembro de 1991 | Campeonato Gaúcho de 1991     | Internacional | 0 – 0         | Grêmio             | 30º título gaúcho           |
| 13 de dezembro de 1992 | Copa do Brasil de 1992        | Internacional | 1 – 0         | Fluminense         | 1º título da Copa do Brasil |
| 23 de dezembro de 1992 | Campeonato Gaúcho de 1992     | Internacional | 0 – 0         | Grêmio             | 31º título gaúcho           |
| 2 de julho de 1997     | Campeonato Gaúcho de 1997     | Internacional | 1 – 0         | Grêmio             | 33º título gaúcho           |
| 2 de junho de 2002     | Campeonato Gaúcho de 2002     | Internacional | 2 – 0         | 15 de Novembro     | 34º título gaúcho           |
| 3 de julho de 2003     | Campeonato Gaúcho de 2003     | Internacional | 1 – 0         | 15 de Novembro     | 35º título gaúcho           |
| 16 de agosto de 2006   | Copa Libertadores de 2006     | Internacional | 2 – 2         | São Paulo          | 1º título da Libertadores   |
| 7 de junho de 2007     | Recopa Sul-Americana de 2007  | Internacional | 4 – 0         | Pachuca            | 1º título da Recopa         |
| 4 de maio de 2008      | Campeonato Gaúcho de 2008     | Internacional | 8 – 1         | Juventude          | 38º título gaúcho           |
| 3 de dezembro de 2008  | Copa Sul-Americana de 2008    | Internacional | 1 – 1         | Estudiantes        | 1º título da Sul-Americana  |
| 1 de março de 2009     | Taça Fernando Carvalho 2009   | Internacional | 2 – 1         | Grêmio             |                             |
| 19 de abril de 2009    | Taça Fábio Koff 2009          | Internacional | 8 – 1         | Caxias             | 39º título gaúcho           |
| 18 de abril de 2010    | Taça Fábio Koff 2010          | Internacional | 3 – 2         | Pelotas            |                             |
| 18 de agosto de 2010   | Copa Libertadores de 2010     | Internacional | 3 – 2         | Chivas Guadalajara | 2º título da Libertadores   |
| 1 de maio de 2011      | Taça Farroupilha 2011         | Internacional | (4) 1 – 1 (2) | Grêmio             |                             |
| 24 de agosto de 2011   | Recopa Sul-Americana de 2011  | Internacional | 3 – 1         | Independiente      | 2º título da Recopa         |
| 29 de abril de 2012    | Taça Farroupilha 2012         | Internacional | 2 – 1         | Grêmio             |                             |
| 13 de maio de 2012     | Campeonato Gaúcho de 2012     | Internacional | 2 – 1         | Caxias             | 41º título gaúcho           |
| 3 de maio de 2015      | Campeonato Gaúcho de 2015     | Internacional | 2 – 1         | Grêmio             | 44º título gaúcho           |
| 9 de maio de 2016      | Campeonato Gaúcho de 2016     | Internacional | 3 - 0         | Juventude          | 45º título Gaúcho           |

## Uso do Beira-Rio
O principal uso do Estádio Beira-Rio é o futebol, onde o Sport Club Internacional manda os seus jogos. Entretanto, em diversas ocasiões já foi utilizado como sede de outros eventos.

### Seleção Brasileira
A Seleção Brasileira já se apresentou no Beira-Rio em 13 oportunidades. O retrospecto é de 10 vitórias, 2 empates e apenas uma derrota.
| 7 de abril de 1969 Amistoso | Brasil                     | 2 - 1 | Peru         |                                                    |  |
|                             | Jairzinho 12' · Gérson 58' |       | Gallardo 23' | Público: Não divulgado Árbitro: PER Alberto Tejada |  |

| 4 de março de 1970 Amistoso | Brasil | 0 - 2 | Argentina                |                                                       |  |
|                             |        |       | Más 67' · Conigliaro 72' | Público: 69,345 pagantes Árbitro: BRA Armando Marques |  |

| 26 de abril de 1972 Amistoso | Brasil                                            | 3 - 2 | Paraguai                 |                                                                         |  |
|                              | Carlos Alberto 7' · Tostão 20' · Dirceu Lopes 55' |       | Escobar 20' · Diarte 60' | Público: cerca de 70 mil (portões abertos) Árbitro: BRA Armando Marques |  |

| 17 de junho de 1974 Amistoso | Brasil                                           | 3 - 3 | Seleção Gaúcha                   |                                                      |  |
|                              | Jairzinho 53' · Paulo César Caju · Rivellino 85' |       | Carbone 2' 55' · Claudiomiro 83' | Público: 106,554 pagantes Árbitro: FRA Robert Heliés |  |

| 25 de maio de 1978 Amistoso | Brasil                   | 2 - 2 | Seleção Gaúcha       |                                                             |  |
|                             | Toninho 1' · Nelinho 10' |       | Lúcio 30' · Éder 87' | Público: Não divulgado Árbitro: BRA Aírton Vieira de Moraes |  |

| 8 de junho de 1985 Amistoso | Brasil                     | 3 - 1 | Chile     |                                                        |  |
|                             | Zico 35' 49' · Leandro 45' |       | Nuñez 76' | Público: 35,351 pagantes Árbitro: ARG Ricardo Calabria |  |

| 16 de dezembro de 1992 Amistoso | Brasil                                        | 3 - 1 | Alemanha   |                                                    |  |
|                                 | Luís Henrique 38' · Bebeto 42' · Jorginho 90' |       | Sammer 84' | Público: 40,000 pagantes Árbitro: PAR Juan Escobar |  |

| 7 de setembro de 1999 Amistoso | Brasil                            | 4 - 2 | Argentina              |                                                  |  |
|                                | Rivaldo 40' 42' 70' · Ronaldo 82' |       | Ayala 45' · Ortega 88' | Público: 69,345 pagantes Árbitro: COL Óscar Ruiz |  |

| 5 de junho de 2005 Eliminatórias da Copa do Mundo | Brasil                                                   | 4 - 1   | Paraguai       |                                             |  |
|                                                   | Ronaldinho Gaúcho 31' 41' · Zé Roberto 70' · Robinho 82' | Notícia | Santa Cruz 72' | Público: 47,000 Árbitro: URU Martín Vázquez |  |

| 1 de abril de 2009 Eliminatórias da Copa do Mundo | Brasil                                 | 3 - 0   | Peru |                                              |  |
|                                                   | Luís Fabiano 17' 27' · Felipe Melo 64' | Notícia |      | Público: 34,401 Árbitro: ARG Sergio Pezzotta |  |

| 10 de junho de 2015 Amistoso | Brasil              | 1 - 0   | Honduras |                                                                 |  |
|                              | Roberto Firmino 78' | Notícia |          | Público: 22,305 Renda: R$ 2,233,125,00 Árbitro: BOL Gery Vargas |  |

| 9 de junho de 2019 Amistoso | Brasil | 7 - 0   | Honduras |                                                           |  |
|                             | Gabriel Jesus 8' 46' · Thiago Silva 12' · Philippe Coutinho 37' (P) · David Neres 56' · Roberto Firmino 64' · Richarlison 70' | Notícia |          | Público: 16,521 R$ 1,202,890,00 Árbitro: URU Andrés Cunha |  |

| 4 de junho de 2021 Eliminatórias da Copa do Mundo | Brasil                           | 2 - 0   | Equador |                                                       |  |
|                                                   | Richarlison 64' · Neymar 93' (P) | Notícia |         | Público: portões fechados Árbitro: VEN Alexis Herrera |  |

### Shows musicais
Além do futebol, diversos shows e atrações já tiveram lugar no Estádio Beira-Rio, como a Chegada do Papai Noel nos anos 1980 e 90, bem como apresentações dos cantores Roberto Carlos e Luciano Pavarotti em 1998, e de Justin Bieber em 2011. Confira alguns dos grandes shows que aconteceram no estádio:
| Data       | Banda / Artista          | Show / Evento              | Público                    |
| ---------- | ------------------------ | -------------------------- | -------------------------- |
| 30.04.1982 | Baby Consuelo            | Canta Brasil               |                            |
| 30.04.1982 | Beth Carvalho            | Canta Brasil               |                            |
| 30.04.1982 | Chico Buarque            | Canta Brasil               |                            |
| 30.04.1982 | Kleiton & Kledir         | Canta Brasil               |                            |
| 30.04.1982 | Djavan                   | Canta Brasil               |                            |
| 30.04.1982 | Gilberto Gil             | Canta Brasil               |                            |
| 30.04.1982 | Elba Ramalho             | Canta Brasil               |                            |
| 30.04.1982 | Gonzaguinha              | Canta Brasil               |                            |
| 30.04.1982 | Nara Leão                | Canta Brasil               |                            |
| 30.04.1982 | Paulinho da Viola        | Canta Brasil               |                            |
| 30.04.1982 | Pepeu Gomes              | Canta Brasil               |                            |
| 30.04.1982 | Simone                   | Canta Brasil               |                            |
| 30.04.1982 | Toquinho                 | Canta Brasil               |                            |
| 22.02.1988 | Julio Iglesias           | RBS TV 25 Anos             | 60.000 pessoas             |
| 03.12.1989 | Os Trapalhões            | Chegada do Papai Noel      | Chegada do Papai Noel      |
| 03.12.1989 | Xuxa                     | Chegada do Papai Noel      | Chegada do Papai Noel      |
| 22.12.1991 | Xuxa                     | Chegada do Papai Noel      | Chegada do Papai Noel      |
| 21.12.1997 | Xuxa                     | Chegada do Papai Noel      | Chegada do Papai Noel      |
| 04.04.1998 | Roberto Carlos           | O Grande Encontro          | 60.000 pessoas             |
| 04.04.1998 | Luciano Pavarotti        | O Grande Encontro          | 60.000 pessoas             |
| 20.12.1998 | Xuxa                     | Chegada do Papai Noel      | Chegada do Papai Noel      |
| 19.10.2002 | Sandy & Junior           | S&J 2002                   | S&J 2002                   |
| 17.12.2009 | Ataque Colorado          | Internacional 100 Anos     | 45.000 pessoas             |
| 17.12.2009 | Nenhum de Nós            | Internacional 100 Anos     | 45.000 pessoas             |
| 17.12.2009 | Monobloco                | Internacional 100 Anos     | 45.000 pessoas             |
| 17.12.2009 | Zeca Pagodinho           | Internacional 100 Anos     | 45.000 pessoas             |
| 17.12.2009 | Ivete Sangalo            | Internacional 100 Anos     | 45.000 pessoas             |
| 07.11.2010 | Paul McCartney           | Up and Coming              | 49.500 pessoas             |
| 10.10.2011 | Justin Bieber            | My World                   | 20.698 pessoas             |
| 25.03.2012 | Roger Waters             | The Wall Live              | 42.436 pessoas             |
| 05.04.2014 | Blitz                    | Reinauguração do Beira-Rio | Reinauguração do Beira-Rio |
| 11.04.2015 | Roberto Carlos           |                            |                            |
| 17.10.2015 | Los Hermanos             |                            | 12.000 pessoas             |
| 02.03.2016 | The Rolling Stones       | Olé Tour                   | 49.073 pessoas             |
| 25.05.2016 | Jorge & Mateus           | Villa Mix Festival         | Villa Mix Festival         |
| 25.05.2016 | Wesley Safadão           | Villa Mix Festival         | Villa Mix Festival         |
| 25.05.2016 | Luan Santana             | Villa Mix Festival         | Villa Mix Festival         |
| 25.05.2016 | Bruno & Marrone          | Villa Mix Festival         | Villa Mix Festival         |
| 25.05.2016 | Matheus & Kauan          | Villa Mix Festival         | Villa Mix Festival         |
| 25.05.2016 | Simone & Simaria         | Villa Mix Festival         | Villa Mix Festival         |
| 12.06.2016 | Ana Carolina e Seu Jorge | Ana & Jorge                | 7.000 pessoas              |
| 11.10.2016 | Aerosmith                | Rock N' Roll Ramble Tour   | 19.476 pessoas             |
| 08.11.2016 | Guns N' Roses            | Not in this Lifetime       | 50.567 pessoas             |
| 04.12.2016 | Natiruts                 | POA Love Festival          | POA Love Festival          |
| 04.12.2016 | Criolo                   | POA Love Festival          | POA Love Festival          |
| 04.12.2016 | Nando Reis               | POA Love Festival          | POA Love Festival          |
| 04.04.2017 | Elton John               | Wonderful Crazy Night      | 17.987 pessoas             |
| 04.04.2017 | James Taylor             | In Concert                 | 17.987 pessoas             |
| 06.09.2017 | Eduardo Costa e Leonardo | Cabaré                     | Cabaré                     |
| 19.09.2017 | Bon Jovi                 | This House Is Not for Sale | 36.850 pessoas             |
| 26.09.2017 | The Who                  |                            | 9.965 pessoas              |
| 26.09.2017 | Def Feppard              |                            | 9.965 pessoas              |
| 13.10.2017 | Paul McCartney           | One on One                 | 45.774 pessoas             |
| 24.10.2017 | John Mayer               | The Search for Everything  | 13.080 pessoas             |
| 24.10.2017 | Rodrigo y Gabriela       |                            | 13.080 pessoas             |
| 07.11.2017 | Green Day                | Revolution Radio           | 14.000 pessoas             |
| 07.11.2017 | The Interrupters         |                            | 14.000 pessoas             |
| 27.02.2018 | Phil Collins             | Not Dead Yet               | 18.072 pessoas             |
| 27.02.2018 | The Pretenders           |                            | 18.072 pessoas             |
| 04.03.2018 | Foo Fighters             | Concrete and Gold          | 30.000 pessoas             |
| 04.03.2018 | Queens of the Stone Age  |                            | 30.000 pessoas             |
| 24.08.2018 | Tribalistas              | Tribalistas Tour           | 12.000 pessoas             |
| 23.09.2018 | Andrea Bocelli           |                            |                            |
| 30.10.2018 | Roger Waters             | Us+Them                    | 40.297 pessoas             |
| 11.11.2018 | Thiaguinho               | Tardezinha                 | Tardezinha                 |
| 01.12.2018 | Jorge & Mateus           | Universo Alegria           | Universo Alegria           |
| 01.12.2018 | Henrique & Juliano       | Universo Alegria           | Universo Alegria           |
| 01.12.2018 | Zé Neto & Cristiano      | Universo Alegria           | Universo Alegria           |
| 01.12.2018 | Wesley Safadão           | Universo Alegria           | Universo Alegria           |
| 01.12.2018 | Kevinho                  | Universo Alegria           | Universo Alegria           |
| 01.12.2018 | DennisDJ                 | Universo Alegria           | Universo Alegria           |
| 01.12.2018 | Jads & Jadson            | Universo Alegria           | Universo Alegria           |
| 01.12.2018 | Diego & Victor Hugo      | Universo Alegria           | Universo Alegria           |
| 14.12.2019 | Henrique & Juliano       | Universo Alegria           | Universo Alegria           |
| 14.12.2019 | Zé Neto & Cristiano      | Universo Alegria           | Universo Alegria           |
| 14.12.2019 | Simone & Simaria         | Universo Alegria           | Universo Alegria           |
| 14.12.2019 | Wesley Safadão           | Universo Alegria           | Universo Alegria           |
| 14.12.2019 | Bruno & Marrone          | Universo Alegria           | Universo Alegria           |
| 14.12.2019 | Gustavo Mioto            | Universo Alegria           | Universo Alegria           |
| 14.12.2019 | Ferrugem                 | Universo Alegria           | Universo Alegria           |
| 14.12.2019 | Lucas & Felipe           | Universo Alegria           | Universo Alegria           |
|            |                          |                            |                            |

### Propaganda para o quadrinhoAba Larga
Aba Larga é um quadrinho western sobre a polícia montada do Rio Grande do Sul, criada por Getúlio Delphim e publicado pela CETPA. O presidente da editora, José Geraldo Barreto Dias, promoveu diversos eventos falhos para propagandear a revista. Nos anos 1960, ele contratou um cavalariano à caráter para atravessar o estádio Beira-Rio antes do jogo, mas o sistema de som falhou e a comitiva foi vaiada.

### Maior sessão de cinema da história
Em 7 de dezembro de 2010, o Beira-Rio recebeu a exibição de um filme com o maior público, em uma mesma sessão, na história do cinema. O Beira-Rio recebeu 27.022 pessoas na projeção de “Absoluto – Internacional bicampeão da América”, documentário sobre o título conquistado pelo Inter, quatro meses antes. O feito recebeu certificação do Guinness, o Livro dos Recordes.

### Outros detalhes
No complexo Beira-Rio encontram-se a capela Nossa Senhora das Vitórias, o Centro de Eventos Arthur Dallegrave, o DTG Lenço Colorado, bares, lojas, uma agência bancária e estacionamento para 6 mil carros. Desde 2001, entre o Beira-rio e o Gigantinho, localiza-se uma bandeira do Internacional, com 110m² de área, hasteada a 45m de altura. Anexo há o Parque Gigante, onde se encontram as dependências de esporte e lazer do Sport Club Internacional, em treze hectares às margens do Guaíba.
Em 2008, o Inter conseguiu a regularização de todas as áreas do Complexo Beira-Rio, incluindo as áreas do estádio, Gigantinho e Parque Gigante. No dia 12 de maio, foram assinadas pelo prefeito de Porto Alegre, José Fogaça, e pelo presidente do Inter, Vitorio Piffero, as escrituras dos terrenos. Ao todo, o Complexo tem 30ha.

## Copa do Mundo de 2014
O Estádio Beira-Rio recebeu cinco partidas da Copa do Mundo FIFA de 2014, sendo quatro na primeira fase e uma nas oitavas-de-final.
Durante a estreia do Estádio Beira-Rio no Mundial, um fato inusitado ocorreu. Pela primeira vez na Copa do Mundo do Brasil, não houve a execução dos hinos nacionais de França e Honduras, fato que não atrapalhou a continuidade do jogo no estádio.
Jogos na Copa do Mundo de 2014
| Data        | Horário (UTC−3) | Fase             | Mandante      | Placar      | Visitante     | Público | Ref.   |
| ----------- | --------------- | ---------------- | ------------- | ----------- | ------------- | ------- | ------ |
| 15 de junho | 16:00           | Grupo E          | França        | 3 – 0       | Honduras      | 43 012  | [ 23 ] |
| 18 de junho | 13:00           | Grupo B          | Austrália     | 2 – 3       | Países Baixos | 42 877  | [ 24 ] |
| 22 de junho | 16:00           | Grupo H          | Coreia do Sul | 2 – 4       | Argélia       | 42 732  | [ 25 ] |
| 25 de junho | 13:00           | Grupo F          | Nigéria       | 2 – 3       | Argentina     | 43 285  | [ 26 ] |
| 30 de junho | 17:00           | Oitavas-de-final | Alemanha      | 2 – 1 (pro) | Argélia       | 43 063  |        |

## Públicos

### Média de público total por competição anual
Última partida: Internacional 2 – 0 Predefinição:Fluminense Football Club-RJ, válido pelo Campeonato brasileiro de 2022.
| Temporadas | Campeonato Gaúcho | Primeira Liga | Campeonato Brasileiro | Copa do Brasil | Copa Libertadores | Copa Sul-Americana | Média total |
| ---------- | ----------------- | ------------- | --------------------- | -------------- | ----------------- | ------------------ | ----------- |
| 2006       | 16.461 (9)        | –             | 25.869 (19)           | –              | 38.402 (7)        | –                  | 25.956 (35) |
| 2007       | 12.993 (5)        | –             | 21.055 (19)           | –              | 40.667 (4)[A]     | –                  | 22.417 (28) |
| 2008       | 25.443 (10)       | –             | 21.910 (19)           | 41.801 (2)     | –                 | 35.537 (5)         | 25.889 (36) |
| 2009       | 19.180 (13)       | –             | 20.932 (19)           | 36.250 (6)     | –                 | 6.031 (1)          | 22.322 (39) |
| 2010       | 15.778 (11)       | –             | 19.692 (19)           | –              | 40.515 (7)        | –                  | 22.468 (37) |
| 2014       | –                 | –             | 28.220 (17)           | 23.625 (2)     | –                 | 9.368 (1)          | 26.818 (20) |
| 2015       | 18.082 (10)       | –             | 22.182 (19)           | 31.040 (2)     | 40.564 (6)        | –                  | 24.534 (37) |
| 2016       | 16.632 (10)       | 10.452 (2)    | 28.716 (19)           | 20.200 (3)     | –                 | –                  | 23.336 (34) |
| 2017       | 18.473 (8)        | 11.832 (2)    | 26.814 (19)           | 30.635 (4)     | –                 | –                  | 23.088 (34) |
| 2018       | 17.365 (7)        | –             | 32.178 (19)           | 16.017 (2)     | –                 | –                  | 27.319 (28) |
| 2019       | 20.746 (8)        | –             | 24.255 (10)           | 34.480 (3)     | 45.198 (5)        | –                  | 28 383 (26) |

* Em parênteses, o número de jogos.
- A. ^  Inclui o jogo da Recopa Sul-Americana de 2007.

### Maiores públicos
O maior público do estádio ocorreu em 1972, quando a Seleção Brasileira de Futebol disputou um amistoso contra a Seleção Gaúcha de Futebol. A partida, que terminou em empate por 3 a 3, também registra o maior público da história do futebol no Rio Grande do Sul. A inauguração do Beira-Rio, que teria levado 110 mil colorados ao estádio, possui informações não-oficiais. Por isso, desconsiderou-se tal partida.[carece de fontes?] Após a reforma para a Copa do Mundo de 2014, o maior público ocorreu na partida contra o River Plate, pela Copa Libertadores da América de 2023, no dia 8 de agosto do mesmo ano: 50 479(Público pagante: 45.820).

1969–2012
| Nº | Público | Mandante       | Placar | Visitante   | Data                    | Competição                    |
| -- | ------- | -------------- | ------ | ----------- | ----------------------- | ----------------------------- |
| 1  | 106 554 | Seleção Gaúcha | 3 – 3  | Brasil      | 17 de junho de 1972     | Amistoso                      |
| 2  | 85 072  | Internacional  | 1 – 1  | Grêmio      | 30 de maio de 1971      | Campeonato Gaúcho de 1971     |
| 3  | 84 000  | Internacional  | 2 – 0  | Corinthians | 12 de dezembro de 1976  | Campeonato Brasileiro de 1976 |
| 4  | 82 568  | Internacional  | 1 – 0  | Cruzeiro    | 14 de dezembro de 1975  | Campeonato Brasileiro de 1975 |
| 5  | 79 598  | Internacional  | 0 – 0  | Bahia       | 19 de fevereiro de 1989 | Campeonato Brasileiro de 1988 |
| 6  | 78 083  | Internacional  | 2 – 1  | Grêmio      | 12 de fevereiro de 1989 | Campeonato Brasileiro de 1988 |
| 7  | 76 207  | Internacional  | 1 – 1  | Grêmio      | 17 de novembro de 1992  | Copa do Brasil de 1992        |
| 8  | 73 219  | Internacional  | 2 – 0  | Grêmio      | 25 de julho de 1976     | Campeonato Gaúcho de 1976     |
| 9  | 69 928  | Internacional  | 2 – 3  | Olimpia     | 17 de maio de 1989      | Copa Libertadores de 1989     |
| 10 | 69 575  | Internacional  | 1 – 1  | Palmeiras   | 16 de dezembro de 1979  | Campeonato Brasileiro de 1979 |

2014–atualidade
| Nº | Público | Mandante      | Placar                     | Visitante            | Data                    | Competição                    |
| -- | ------- | ------------- | -------------------------- | -------------------- | ----------------------- | ----------------------------- |
| 1  | 50 479  | Internacional | 2 – 1 (9 – 8 nos pênaltis) | River Plate          | 8 de agosto de 2023     | Copa Libertadores de 2023     |
| 2  | 50 355  | Internacional | 1 – 2                      | Athletico Paranaense | 18 de setembro de 2019  | Copa do Brasil de 2019        |
| 3  | 50 002  | Internacional | 1 – 2                      | Fluminense           | 4 de outubro de 2023    | Copa Libertadores de 2023     |
| 4  | 49 614  | Internacional | 1 – 1                      | Flamengo             | 28 de agosto de 2019    | Copa Libertadores de 2019     |
| 5  | 48 530  | Internacional | 2 – 0                      | Nacional             | 31 de julho de 2019     | Copa Libertadores de 2019     |
| 6  | 47 197  | Internacional | 3 – 2                      | Grêmio               | 25 de fevereiro de 2024 | Campeonato Gaúcho de 2024     |
| 7  | 47 012  | Internacional | 2 – 2                      | River Plate          | 3 de abril de 2019      | Copa Libertadores de 2019     |
| 8  | 45 768  | Internacional | 3 – 0                      | Cruzeiro             | 4 de setembro de 2019   | Copa do Brasil de 2019        |
| 9  | 45 263  | Internacional | 3 – 1                      | São Paulo            | 14 de outubro de 2018   | Campeonato Brasileiro de 2018 |
| 10 | 45 209  | Internacional | 0 – 0                      | Grêmio               | 14 de abril de 2019     | Campeonato Gaúcho de 2019     |

## Na cultura popular
A EA Sports adicionou todos os 12 estádios utilizados na Copa do Mundo FIFA de 2014, incluindo o estádio Beira-Rio, para o jogo eletrônico 2014 FIFA World Cup Brazil.
O estádio também está presente no jogo eletrônico Pro Evolution Soccer, nas versões 2016, 2017 , 2018, 2019 e 2020.